# Typhloiulus lobifer
Typhloiulus lobifer är en mångfotingart som beskrevs av Carl Graf Attems 1951. Typhloiulus lobifer ingår i släktet Typhloiulus och familjen kejsardubbelfotingar. Inga underarter finns listade i Catalogue of Life.